# Ophryotrocha maciolekae
Ophryotrocha maciolekae är en ringmaskart som beskrevs av Hilbig och Blake 1991. I den svenska databasen Dyntaxa används istället namnet Ophryotrocha maculata. Ophryotrocha maciolekae ingår i släktet Ophryotrocha och familjen Dorvilleidae. Arten är reproducerande i Sverige. Inga underarter finns listade i Catalogue of Life.